# Під небом блакитним...
«Під небом блакитним…» (рос. «Под небом голубым…») — білоруський радянський художній фільм 1989 року режисера Віталія Дудіна.

## Сюжет
Не романтична історія кохання юнака і дівчини з наркоманією.

## У ролях
- Ігор Фурманюк
- Ганна Яновська
- Ніна Усатова
- Юозас Будрайтіс
- Борис Лагода
- Георгій Волчек
- Олена Внукова
- Михайло Мелешко
- Володимир Шелестов
- Галина Кухальська
- Олександр Суцковер
- Віктор Мережко
- Юрій Черкасов
- Віктор Молчан

## Творча група
- Сценарій: Віктор Мережко
- Режисер: Віталій Дудін
- Оператор: Володимир Калашников
- Композитор: Володимир Рябов